# White Hart Lane (stacja kolejowa)
White Hart Lane – jedna ze stacji kolejowych w północnym Londynie, w dzielnicy Haringey, obsługiwana jest przez brytyjskiego przewoźnika kolejowego National Express East Anglia. W systemie londyńskiej komunikacji miejskiej, należy do trzeciej strefy biletowej. Została otwarta 22 lipca 1872 roku. Znajduje się w pobliżu siedziby klubu piłkarskiego Tottenham Hotspur F.C.

## Galeria

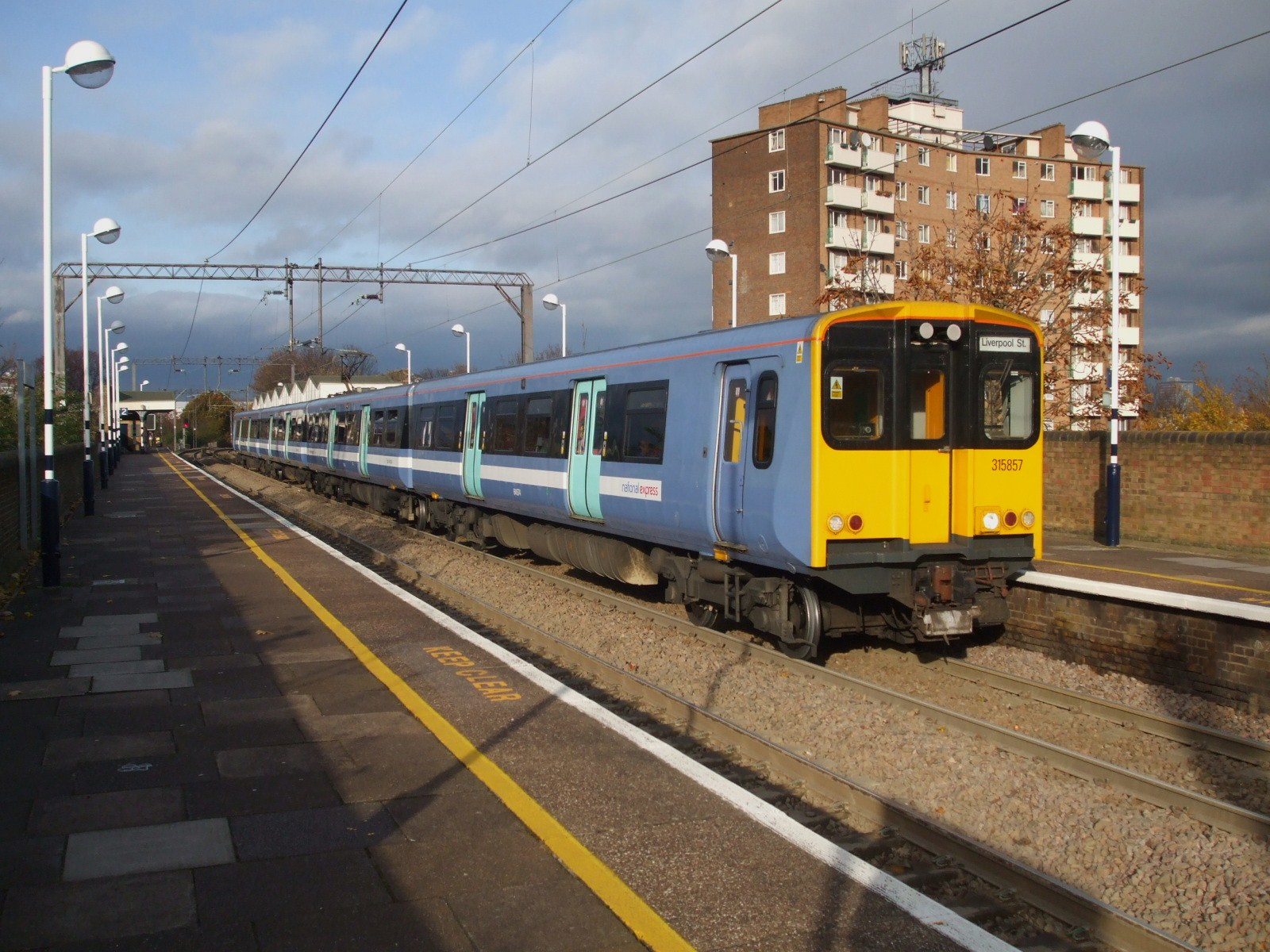
Pociąg British Rail Class 315 stojący na stacji
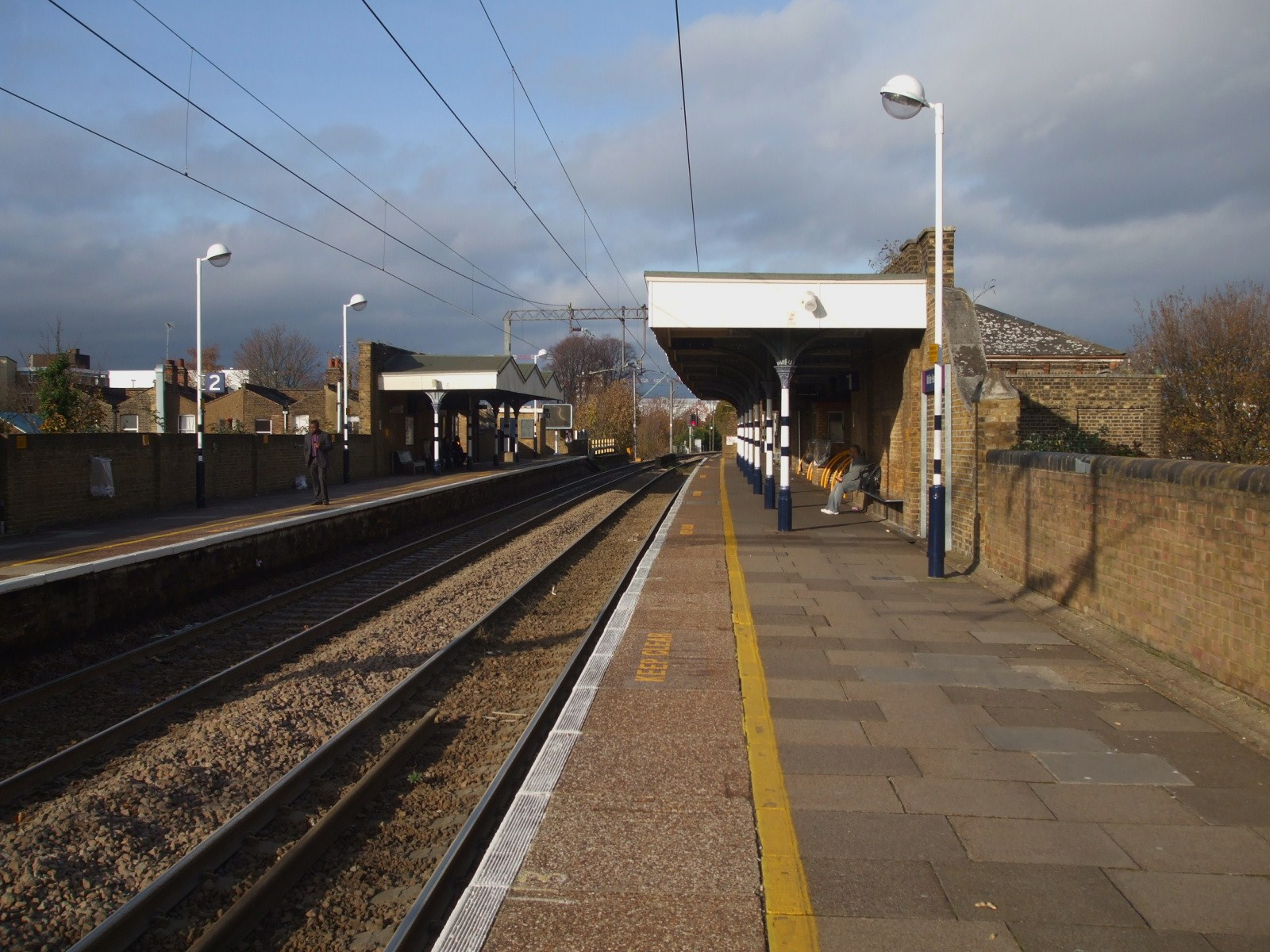
Perony
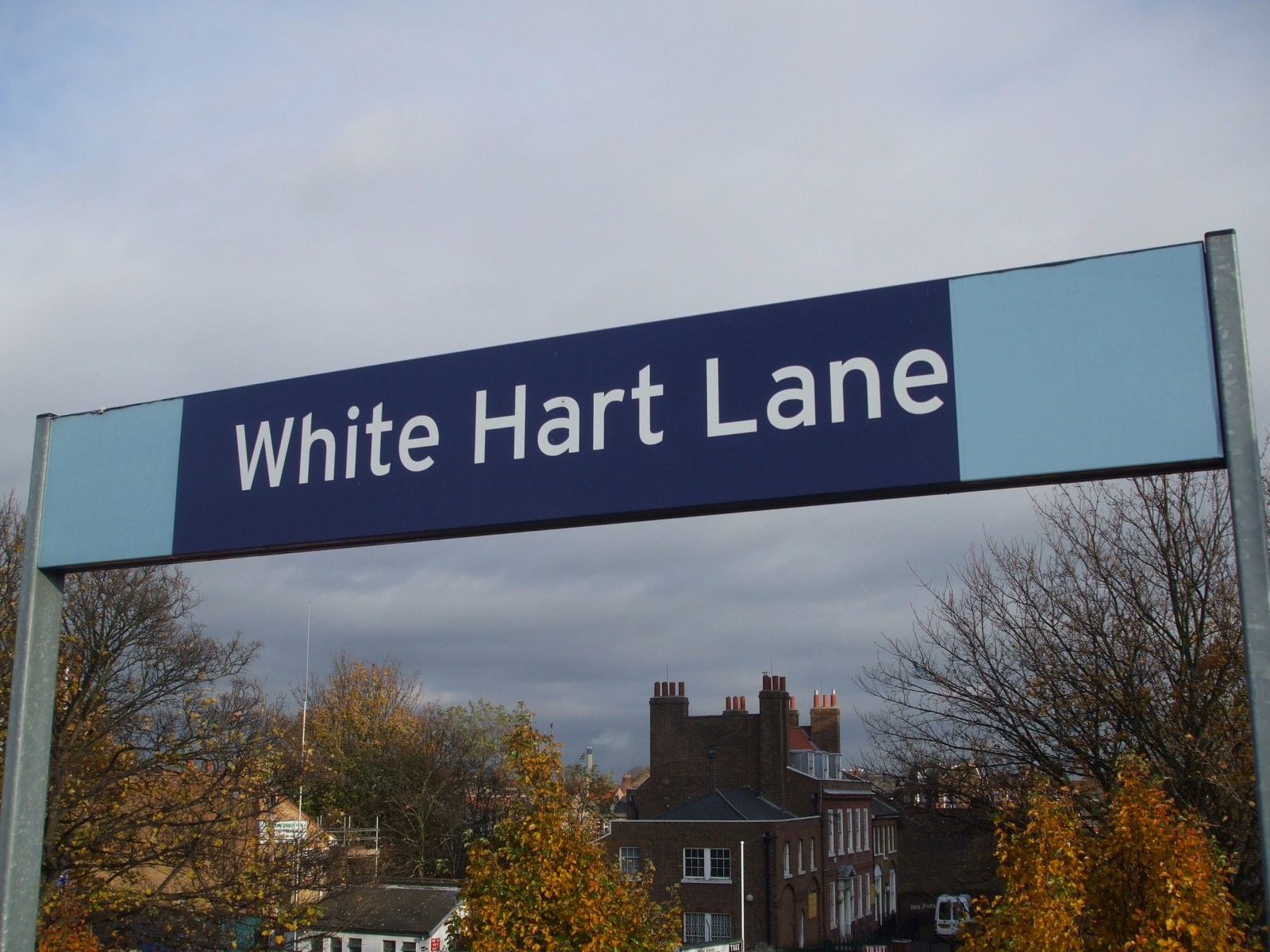
Tablica z nazwą stacji